# Tobias Angerer
Tobias Angerer (* 12. April 1977 in Traunstorf, Ortsteil Traunsteins) ist ein ehemaliger deutscher Skilangläufer, der für den SC Vachendorf startete. Angerer gewann 2006 und 2007 jeweils die Gesamtwertung des Skilanglauf-Weltcups und die Disziplinenwertung für Distanzrennen. Bei Weltmeisterschaften und Olympischen Spielen gewann er in seiner Karriere insgesamt elf Medaillen.

## Leben
Angerer stammt aus einer wintersportbegeisterten Familie. Sein Onkel Anton Angerer war Mitglied der deutschen Biathlon-Nationalmannschaft. Auch Angerers Schwester Kathrin war jahrelang aktive Skilangläuferin. 1996 absolvierte er das Abitur am Skigymnasium Berchtesgaden. Seitdem gehört er der Sportfördergruppe der Bundeswehr in Berchtesgaden an.
Angerer ist mit der Anwältin und ehemaligen Biathletin Romy Groß liiert. Im September 2008 wurden sie Eltern einer Tochter. Ein Jahr später heirateten Groß und Angerer. Im August 2011 brachte Romy einen Sohn zur Welt. Das Paar lebt mit Groß’ Tochter aus einer früheren Beziehung und den beiden gemeinsamen Kindern in Traunstein.

## Sportlicher Werdegang

### Anfangsjahre (1993 bis 2001)
Der an der Langlaufloipe aufgewachsene begeisterte Sportler (Fußball, Tennis, Ski Alpin, Skilanglauf) stand bereits im Alter von zwei Jahren auf Langlaufski. Früh konnte Angerer auf Jugend- und Juniorenebene zahlreiche nationale Erfolge feiern. So gewann er zwischen 1993 und 1997 insgesamt sechs deutsche Meistertitel. 1996 nahm er bei den Juniorenweltmeisterschaften in Asiago an seinem ersten internationalen Wettbewerb teil. Beim Sieg von Per Elofsson über 10 Kilometer klassisch belegte er direkt hinter Lukáš Bauer den 18. Platz. Mit der Staffel verpasste er knapp eine Medaille und belegte den vierten Platz. Ein Jahr später in Canmore reichte es über die 10 Kilometer klassisch nur zum 28. Platz. Auch über 30 Kilometer Freistil konnte er nur den 26. Platz belegen. Mit der Staffel erreichte er den siebenten Platz. In der Saison 1997/98 startete Angerer zum ersten Mal bei den Senioren und konnte seinen ersten deutschen Meistertitel (Staffel) feiern. International startete er im Skilanglauf-Europacup. Sein bestes Resultat war der achte Platz über 15 Kilometer klassisch in Breitenwang.
Nach guten Resultaten im Europacup zu Beginn der Saison 1998/99 wurde Angerer am 27. Dezember 1998 erstmals im Skilanglauf-Weltcup eingesetzt. Beim Sprint in Garmisch-Partenkirchen erreichte er die Finalläufe und konnte als 22. seine ersten Weltcup-Punkte verbuchen. In den Distanz-Wettbewerben konnte er jedoch nicht mit der Weltspitze mithalten. Sein bestes Resultat war der 65. Platz in Seefeld über 10 Kilometer Freistil. Am Ende der Saison belegte er den dritten Platz in der Gesamtwertung des Europacups. In der Saison 1999/2000 gelang Angerer zusammen mit Peter Schlickenrieder in der Sprintstaffel beim Weltcup in Asiago der erst dritte Weltcupsieg eines Deutschen überhaupt. In der Saison 2000/01 konnte Angerer unter anderem durch seinen ersten Sieg und mehrere Podiumsplatzierungen die Gesamtwertung des Europacups für sich entscheiden. Zum Ende der Saison gelang ihm im finnischen Kuopio über die selten gelaufene Distanz von 60 Kilometern Freistil mit Platz 17 sein bis dahin bestes Ergebnis im Weltcup.

### Durchbruch (2001 bis 2005)
Der sportliche Durchbruch in die Weltspitze gelang Tobias Angerer in der Saison 2001/02. Direkt zum Auftakt der Saison belegte er in Kuopio den 13. Platz über die Distanz von 10 Kilometer Freistil. Einen Monat später konnte er sich in Ramsau mit Platz zehn über 30 Kilometer Freistil (Massenstart) über sein erstes Top-Ten-Resultat freuen. Beim Sprint im Val di Fiemme schaffte er mit Platz fünf sein bestes Saison-Resultat. Diese guten Ergebnisse sicherten ihm einen Platz im deutschen Aufgebot für die Olympischen Winterspiele 2002 in Salt Lake City. Zusammen mit Jens Filbrich, Andreas Schlütter und René Sommerfeldt gewann Angerer im Staffelwettbewerb die Bronzemedaille und somit die erste Medaille einer deutschen Herrenstaffel überhaupt. Im Sprintwettbewerb erreicht er das Halbfinale und belegte den siebten Platz im Endergebnis. Im Verfolgungswettbewerb reichte es für den 23. Platz und über 30 Kilometer Freistil (Massenstart) zum 33. Platz. Nach zahlreichen guten Resultaten vor allem in Sprintwettbewerben gelang es Angerer zum Ende der Saison, auch in einem Distanzwettbewerb in die Weltspitze vorzustoßen. Über 50 Kilometer Freistil in Oslo belegte er den sechsten Platz. Zum Abschluss der Saison konnte er einen 14. Platz in der Gesamtwertung des Skilanglauf-Weltcups vorweisen und sich somit einen Startplatz in der roten Gruppe sichern. Darüber hinaus gewann er drei deutsche Meistertitel.
Auch in der darauffolgenden Saison konnte sich Angerer in der erweiterten Weltspitze festsetzen. Beim Verfolgungswettbewerb in Ramsau gelang ihm hinter Axel Teichmann und Anders Södergren seine erste Podiumsplatzierung in einem Einzelwettbewerb im Weltcup. Dieses Resultat konnte er beim Sprint in Reit im Winkl wiederholen. Zusammen mit René Sommerfeldt belegte er den zweiten Platz beim Teamsprint in Asiago. Die Nordischen Skiweltmeisterschaften 2003 im Val di Fiemme begannen für Angerer jedoch mit einer herben Enttäuschung. Den Verfolgungswettbewerb beendete er nur als 60. von 67 Läufern. Im anschließenden Sprintwettbewerb erreichte er hingegen das Finale, musste sich jedoch den anderen drei Läufern geschlagen geben und verpasste als Vierter knapp seine erste internationale Einzelmedaille. Über 50 Kilometer Freistil reichte es wiederum nur zu einem 36. Platz. In der Weltcup-Gesamtwertung konnte sich Angerer um einen Platz im Vergleich zur Vorsaison verbessern und belegte in der Endabrechnung den 13. Rang.
Am 6. Januar 2004 feierte Angerer im Verfolgungswettbewerb in Falun seinen ersten Weltcupsieg. In einem umkämpften Rennen siegte er im Spurt von dem Italiener Pietro Piller Cottrer, René Sommerfeldt und Jens Filbrich. Nach zahlreichen weiteren guten Platzierungen belegte er am Ende der Saison im Gesamtweltcup, der von Sommerfeldt gewonnen wurde, den vierten Rang. Dieses Resultat konnte er auch in der darauffolgenden Saison 2004/05 wiederholen. In der Disziplinenwertung der Distanzrennen verbesserte er sich auf den dritten Gesamtrang. Bei den Nordischen Skiweltmeisterschaften 2005 in Oberstdorf gelang es Angerer jedoch erneut nicht, in einem Einzelwettbewerb die Ergebnisse aus dem Weltcup zu bestätigen. Vor heimischer Kulisse belegte er über die 15 Kilometer Freistil den 19. Platz. Auch im Verfolgungswettbewerb reichte es nur zu einem 17. Platz. Doch im Staffelwettbewerb konnte er mit dem deutschen Team endlich die erhoffte Medaille gewinnen. Angerer kämpfte sich als dritter Läufer im Team vom neunten auf den vierten Platz vor. Schlussläufer Axel Teichmann erkämpfte mit der schnellsten Zeit auf seiner Runde im Schlussspurt gegen Russland die Silbermedaille hinter der Weltmeisterstaffel aus Norwegen.

### Höhepunkte (2005 bis 2010)
In der Saison 2005/06 erkämpfte sich Angerer kontinuierlich Platzierungen in den Top Ten. Er erreichte acht Podiumsplatzierungen, darunter fünf Weltcupsiege (Oberstdorf, Val di Fiemme, Canmore, Vernon und Kuusamo). Damit sicherte er sich souverän den Sieg in der Gesamtwertung des Skilanglaufweltcups. In der Endabrechnung wies Angerer 829 Punkte auf, während der Zweitplatzierte Norweger Jens Arne Svartedal nur 577 Punkte auf seinem Konto verbuchen konnte. Nach Sommerfeldt und Teichmann war Angerer der dritte Deutsche, der den Gesamtweltcup gewinnen konnte. Auch die Wertung der Distanzwettbewerbe konnte er in dieser Saison für sich entscheiden. Der Höhepunkt der Saison waren die Olympischen Winterspiele 2006 in Turin. Beim Verfolgungswettbewerb konnte der Seriensieger der Saison am Ende nicht mehr mit der Spitzengruppe mithalten und belegte einen für ihn enttäuschenden zwölften Rang. Über die Distanz von 15 Kilometern klassisch sicherte sich Angerer jedoch hinter dem Esten Andrus Veerpalu und Lukáš Bauer die Bronzemedaille. Dies war für Angerer die erste internationale Medaille in einem Einzelwettbewerb. In der Staffel konnte das deutsche Team an die erfolgreiche Bilanz der letzten Jahre anknüpfen. Schlussläufer Angerer sicherte im Schlussspurt gegen den Schweden Mathias Fredriksson die Silbermedaille hinter der siegreichen italienischen Staffel, die vor heimischen Publikum über sich hinauswuchs. Im abschließenden Massenstartwettbewerb über 50 Kilometer Freistil konnte Angerer nur den 24. Platz belegen.

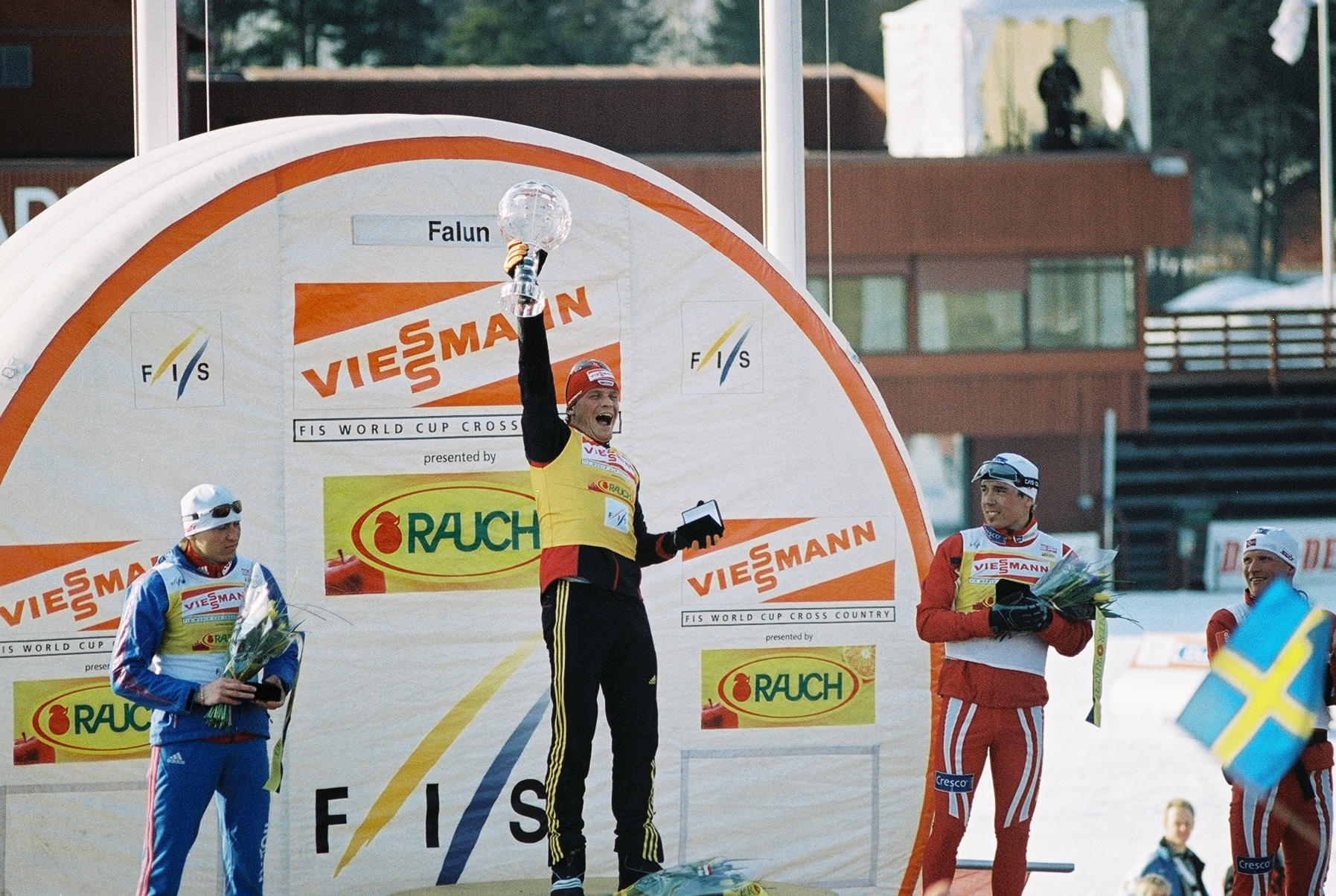
Tobias Angerer bei der Siegerehrung des Gesamtweltcups 2007

Angerer knüpfe auch in der Saison 2006/07 an seine Siegesserie der Vorsaison an und lief im Weltcup wiederum acht Mal auf das Podest. Zu den vier Weltcupsiegen (La Clusaz, Changchun und Falun), die er in dieser Saison feiern konnte, gehörte auch der Sieg bei der erstmals ausgetragenen Tour de Ski. Am Ende der Saison hatte Angerer mit 1131 Punkten mehr als doppelt so viel Zähler auf seinem Konto als der Zweitplatzierte Russe Alexander Legkow. Bei den Nordischen Skiweltmeisterschaften 2007 in Sapporo konnte sich Angerer bei all seinen fünf Starts unter den besten Vier platzieren. Über die 50 Kilometer klassisch, in der Staffel und im Teamsprint, den er zusammen mit Axel Teichmann bestritt, verpasste er als Vierter jeweils den Sprung auf das Siegerpodest. Im Verfolgungswettbewerb musste er sich im Schlussspurt nur Axel Teichmann geschlagen geben. Seine zweite Medaille erkämpfte er über 15 Kilometer Freistil. Dieser Wettbewerb war durch starken Schneefall geprägt, der vor allem die besten 30 Läufer der Weltcupwertung stark behinderte. Hinter dem norwegischen Biathleten und Überraschungsweltmeister Lars Berger und dem bis dahin unbekannten Weißrussen Leanid Karnijenka gewann er die Bronzemedaille.
Die Saison 2007/08 verlief für Angerer wie für den Großteil des deutschen Teams, das ihr Training umgestellt hatte, enttäuschend. Zu Beginn der Saison konnte er sich zwar noch mehrmals unter den Top Ten platzieren, wurde bei der Tour de Ski jedoch nur 14. und erreichte zu Mitte und Ende der Saison nur Platzierungen um den 20. Platz. Am Ende der Saison blieb für den überragenden Läufer der letzten beiden Jahre nur der 16. Platz im Gesamtweltcup. Ein versöhnlicher Saisonabschluss gelang ihm bei den Militär-Weltmeisterschaften in Hochfilzen/Fieberbrunn. Der Sportsoldat gewann jeweils die Silbermedaille im Einzelwettkampf über 15 Kilometer hinter Vincent Vittoz und in der Mannschaftswertung zusammen mit Tom Reichelt und Benjamin Seifert.
Auch zu Beginn der Saison 2008/09 konnte Angerer bisher nicht an frühere Erfolge anknüpfen. Zwar gewann er den international sehr gut besetzten Vorbereitungswettbewerb in Muonio, aber zum Saisonauftakt in Gällivare blieb nur der 30. Platz. Nach zahlreichen krankheitsbedingten Rückschlägen, die ihn unter anderem zur Aufgabe bei der Tour de Ski 2008/09 zwangen, meldete er sich mit einem Sieg beim Weltcup in Rybinsk über 15 Kilometer Freistil (Massenstart) in der Weltspitze zurück. Bei den Nordischen Skiweltmeisterschaften 2009 in Liberec holte sich Angerer sowohl Silber im Teamsprint als auch zusammen mit Jens Filbrich, Franz Göring und Axel Teichmann Silber in der 4 × 10-km-Staffel. Am Schlusstag dieser Titelkämpfe holte sich Angerer Bronze über die 50 km Freistil. Er beendete die Saison als 15. im Gesamtweltcup. In der Gesamtwertung der Distanzrennen belegte er den neunten Platz. Angerer konzentrierte sich in der Saison 2009/10 ganz auf die Olympischen Winterspiele in Vancouver. Nach mäßigen Resultaten in den ersten Weltcupwettbewerben sicherte er sich überraschend mit Platz zwei im Sprint in Rogla die Nominierung für die Olympischen Spiele. Wie schon im Vorjahr musste er die Tour de Ski erkältungsbedingt nach der fünften Etappe beenden. Angerer verzichtete auf die folgenden Weltcupwettbewerbe und bestritt stattdessen den zum Skilanglauf-Marathon-Cup zählenden Dolomitenlauf, wo er den zweiten Platz belegte. In Vancouver erkämpfte er im ersten Rennen über 15 Kilometer Freistil den siebenten Platz. Am 20. Februar 2010 gewann er in der Doppelverfolgung hinter dem Schweden Marcus Hellner die Silbermedaille. Mit der deutschen Staffel konnte er jedoch nicht die erhoffte Medaille gewinnen und kam als Schlussläufer auf Platz sechs ins Ziel. Im abschließenden Wettbewerb über 50 Kilometer klassisch (Massenstart) gehörte Angerer bis zum Schluss zur Spitzengruppe. Im Zielsprint musste er sich jedoch Petter Northug, Axel Teichmann und Johan Olsson geschlagen geben und belegte den undankbaren vierten Platz. Zum Abschluss der Saison gelang Angerer mit dem zweiten Platz auf der vorletzten Etappe des Weltcup-Finales seine beste Saisonplatzierung in einem Distanzrennen. Er beendete die Saison als 14. im Gesamtweltcup.

### Letzte Jahre (2010 bis 2014)

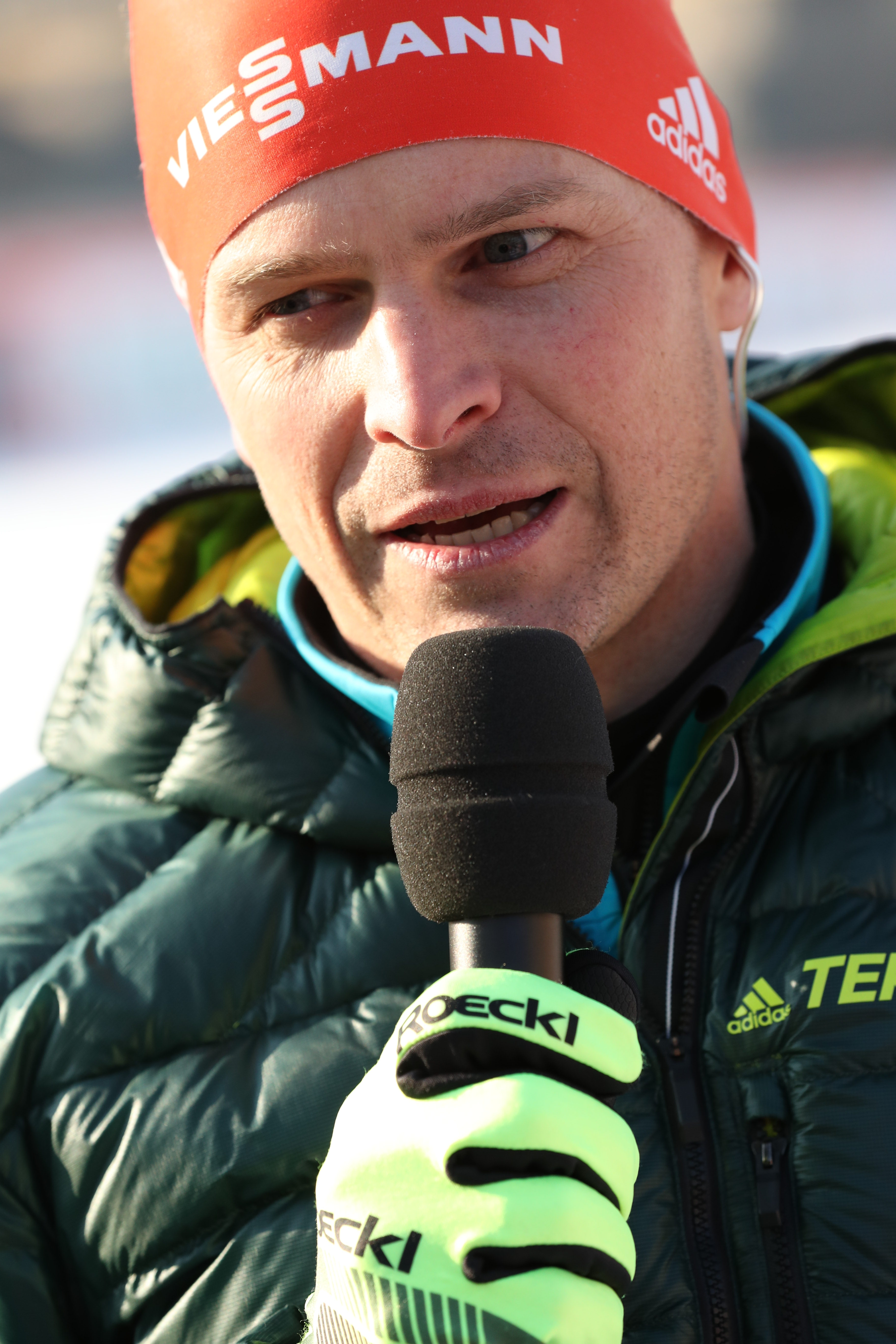
Tobias Angerer am Rande des Skilanglaufweltcups am Dresdner Elbufer (2018)

In der Saison 2010/11 konnte er seine starken Leistungen aus der Vorsaison nicht wiederholen. Nach schwachen Start in die Saison mit dem 44. Rang über 15 km Freistil in Gällivare und den 23. Gesamtrang bei der Nordic Opening in Kuusamo beendete er auch die Tour de Ski 2010/11 nach der zweiten Etappe vorzeitig. National wurde er im Januar 2011 in Hirschau deutscher Meister über 15 km. Im folgenden Monat kam er beim im Weltcup in Rybinsk mit dem vierten Rang im 20-km-Verfolgungsrennen erstmals in der Saison unter den ersten Zehn im Weltcup. Zwei Tage später wurde er mit der Staffel Dritter. Bei den Nordischen Skiweltmeisterschaften 2011 in Oslo gewann er mit der Staffel die Bronzemedaille. In den Einzelrennen belegte er den neunten Platz über 15 km klassisch, den achten Rang im 30-km-Verfolgungsrennen und den sechsten Platz im 50-km-Massenstartrennen. Beim folgenden Weltcup in Lahti erreichte er mit dem neunten Rang im 20-km-Verfolgungsrennen seine zweite Top-Ten-Platzierung in der Weltcupsaison. Zum Saisonende errang er beim Weltcupfinale in Falun den 19. Platz und erreichte im Gesamtweltcup den 41. Platz. In der folgenden Saison kam er bei 14 Weltcupeinzelteilnahmen, 12-mal in die Punkteränge und dreimal unter den ersten Zehn. Dabei beendete er zu Beginn der Saison die Nordic Opening in Kuusamo auf den 16. Rang und die Tour de Ski 2011/12 auf den 11. Platz. Beim Weltcup in Rybinsk belegte er im Skiathlon und im 15-km-Massenstartrennen den dritten Platz. Im März 2012 holte er beim Weltcupfinale in Falun den 17. Gesamtrang und erreichte im Gesamt- und im Distanzweltcup jeweils den 11. Platz. Nach schwachen Start in die Saison 2012/13 mit dem 38. Rang bei der Nordic Opening belegte er beim folgenden Weltcup in Canmore den vierten Platz im Skiathlon und den dritten Rang im 15-km-Massenstartrennen. Bei der Tour de Ski 2012/13 kam er auf den 15. Platz. Es folgten mit dem fünften Platz über 15 km klassisch in Lahti und den sechsten Rang beim Skiathlon in Sotschi weitere Top-Ten-Platzierungen. Ebenfalls in Sotschi errang er zusammen mit Axel Teichmann den dritten Platz im Teamsprint. Seine besten Platzierungen bei den Nordischen Skiweltmeisterschaften 2013 im Val di Fiemme waren der neunte Platz im Skiathlon und der siebte Rang mit der Staffel. Zum Saisonende kam er beim Weltcupfinale in Falun auf den 24. Rang und belegte den 14. Platz im Gesamtweltcup und den neunten Platz im Distanzweltcup. In der folgenden Saison kam er bei sechs Weltcupteilnahmen zweimal in die Punkteränge und davon einmal unter den ersten Zehn. Die Nordic Opening in Kuusamo beendete er auf den 56. Platz. Nach dem 50-km-Rennen am 8. März 2014 in Oslo beendete Tobias Angerer seine aktive Laufbahn. Zuvor hatte er in Sotschi zum vierten Mal an Olympischen Spielen teilgenommen, wo er im Skiathlon den 14. Platz belegte.

## Erfolge

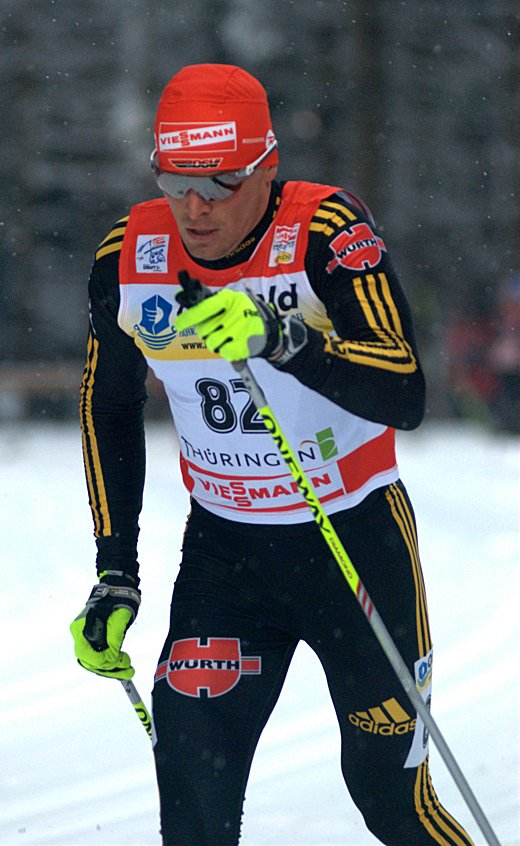
Tobias Angerer bei der Tour de Ski 2010

### Medaillen bei Olympischen Winterspielen
- 2002 in Salt Lake City: Bronze mit der Staffel
- 2006 in Turin: Silber mit der Staffel, Bronze über 15 km klassisch
- 2010 in Vancouver: Silber im Skiathlon

### Medaillen bei Weltmeisterschaften
- 2005 in Oberstdorf: Silber mit der Staffel
- 2007 in Sapporo: Silber im Skiathlon, Bronze über 15 km Freistil
- 2009 in Liberec: Silber im Teamsprint, Silber mit der Staffel, Bronze über 50 km Freistil
- 2011 in Oslo: Bronze mit der Staffel

### Siege bei Weltcuprennen

#### Weltcupsiege im Einzel
| Nr. | Datum             | Ort            | Disziplin                       |
| --- | ----------------- | -------------- | ------------------------------- |
| 1.  | 6. Januar 2004    | Falun          | 2 × 15 km Skiathlon             |
| 2.  | 26. November 2005 | Kuusamo        | 15 km klassisch Individualstart |
| 3.  | 10. Dezember 2005 | Vernon         | 2 × 15 km Skiathlon             |
| 4.  | 17. Dezember 2005 | Canmore        | 30 km klassisch Massenstart     |
| 5.  | 14. Januar 2006   | Lago di Tesero | 30 km Freistil Massenstart      |
| 6.  | 21. Januar 2006   | Oberstdorf     | 2 × 15 km Skiathlon             |
| 7.  | 16. Dezember 2006 | La Clusaz      | 30 km Freistil Massenstart      |
| 8.  | 7. Januar 2007    | Tour de Ski    | Gesamtwertung                   |
| 9.  | 16. Februar 2007  | Changchun      | 15 km Freistil Individualstart  |
| 10. | 24. März 2007     | Falun          | 2 × 15 km Skiathlon             |
| 11. | 30. Januar 2009   | Rybinsk        | 15 km Freistil Massenstart      |

#### Weltcupsiege im Team
| Nr. | Datum             | Ort         | Disziplin           |
| --- | ----------------- | ----------- | ------------------- |
| 1.  | 23. November 2003 | Beitostølen | 4 × 10 km Staffel 1 |
| 2.  | 11. Januar 2004   | Otepää      | 4 × 10 km Staffel 2 |
| 3.  | 21. November 2004 | Gällivare   | 4 × 10 km Staffel 1 |
| 4.  | 20. November 2005 | Beitostølen | 4 × 10 km Staffel 2 |
| 5.  | 19. November 2006 | Gällivare   | 4 × 10 km Staffel 3 |

### Siege bei Continental-Cup-Rennen
| Nr. | Datum             | Ort    | Disziplin      | Serie           |
| --- | ----------------- | ------ | -------------- | --------------- |
| 1.  | 10. Dezember 2000 | Campra | 15 km Freistil | Continental Cup |

## Statistik

### Teilnahmen an Weltmeisterschaften und Olympischen Winterspielen

#### Olympische Spiele
- 2002 Salt Lake City: 3. Platz Staffel, 7. Platz Sprint Freistil, 23. Platz 20 km Verfolgung, 33. Platz 30 km Freistil Massenstart
- 2006 Turin: 2. Platz Staffel, 3. Platz 15 km klassisch, 12. Platz 30 km Verfolgung, 24. Platz 50 km Freistil Massenstart
- 2010 Vancouver: 2. Platz 30 km Verfolgung, 4. Platz 50 km klassisch Massenstart, 6. Platz Staffel, 7. Platz 15 km Freistil
- 2014 Sotschi: 9. Platz Staffel, 14. Platz 30 km Skiathlon

#### Nordische Skiweltmeisterschaften
- 2003 Val di Fiemme: 4. Platz Sprint Freistil, 36. Platz 50 km Freistil, 60. Platz 20 km Skiathlon
- 2005 Oberstdorf: 2. Platz Staffel, 17. Platz 30 km Skiathlon, 19. Platz 15 km Freistil
- 2007 Sapporo: 2. Platz 30 km Skiathlon, 3. Platz 15 km Freistil, 4. Platz Staffel, 4. Platz Teamsprint Freistil
- 2009 Liberec: 2. Platz Staffel, 2. Platz Teamsprint klassisch, 3. Platz 50 km Freistil Massenstart, 7. Platz 30 km Verfolgung, 9. Platz 15 km klassisch
- 2011 Oslo: 3. Platz Staffel, 6. Platz 50 km Freistil Massenstart, 8. Platz 30 km Verfolgung, 9. Platz 15 km klassisch
- 2013 Val di Fiemme: 7. Platz Staffel, 9. Platz 30 km Skiathlon, 13. Platz 50 km klassisch Massenstart, 42. Platz 15 km Freistil

### Platzierungen im Weltcup

#### Weltcup-Statistik
Die Tabelle zeigt die erreichten Platzierungen im Einzelnen.
- 1.–3. Platz: Anzahl der Podiumsplatzierungen
- Top 10: Anzahl der Platzierungen unter den ersten zehn
- Punkteränge: Anzahl der Platzierungen innerhalb der Punkteränge
- Starts: Anzahl gelaufener Rennen in der jeweiligen Disziplin
- Hinweis: Bei den Distanzrennen erfolgt die Einordnung gemäß FIS.

| Platzierung         | Distanzrennen a | Distanzrennen a | Distanzrennen a | Distanzrennen a | Distanzrennen a | Skiathlon Verfolgung | Sprint | Etappen- rennen b | Gesamt | Team c | Team c  |
| Platzierung         | ≤ 5 km          | ≤ 10 km         | ≤ 15 km         | ≤ 30 km         | > 30 km         | Skiathlon Verfolgung | Sprint | Etappen- rennen b | Gesamt | Sprint | Staffel |
| ------------------- | --------------- | --------------- | --------------- | --------------- | --------------- | -------------------- | ------ | ----------------- | ------ | ------ | ------- |
| 1. Platz            |                 |                 | 3               | 3               |                 | 4                    |        | 1                 | 11     |        | 5       |
| 2. Platz            |                 |                 |                 |                 | 2               | 3                    | 1      |                   | 6      | 5      | 3       |
| 3. Platz            |                 | 1               | 7               | 1               |                 | 4                    | 2      |                   | 15     | 3      | 7       |
| Top 10              | 1               | 2               | 26              | 9               | 4               | 27                   | 10     | 3                 | 82     | 9      | 26      |
| Punkteränge         | 11              | 10              | 61              | 14              | 9               | 48                   | 34     | 11                | 198    | 10     | 27      |
| Starts              | 15              | 14              | 74              | 16              | 12              | 55                   | 74     | 13                | 273    | 10     | 27      |
| Stand: Karriereende |                 |                 |                 |                 |                 |                      |        |                   |        |        |         |

#### Weltcup-Gesamtplatzierungen
| Saison    | Gesamt | Gesamt | Distanz | Distanz | Sprint | Sprint |
| Saison    | Punkte | Platz  | Punkte  | Platz   | Punkte | Platz  |
| --------- | ------ | ------ | ------- | ------- | ------ | ------ |
| 1998/99   | –      | –      | –       | –       | 9      | 84.    |
| 1999/2000 | –      | –      | –       | –       | –      | –      |
| 2000/01   | 22     | 84.    | –       | –       | 8      | 65.    |
| 2001/02   | 231    | 14.    | –       | –       | 109    | 17.    |
| 2002/03   | 312    | 13.    | –       | –       | 108    | 19.    |
| 2003/04   | 582    | 4.     | 488     | 5.      | 94     | 21.    |
| 2004/05   | 439    | 4.     | 402     | 3.      | 37     | 33.    |
| 2005/06   | 829    | 1.     | 793     | 1.      | 36     | 44.    |
| 2006/07   | 1131   | 1.     | 592     | 1.      | 139    | 13.    |
| 2007/08   | 401    | 16.    | 289     | 11.     | 40     | 52.    |
| 2008/09   | 450    | 15.    | 378     | 9.      | –      | –      |
| 2009/10   | 412    | 14.    | 242     | 15.     | 98     | 24.    |
| 2010/11   | 188    | 41.    | 147     | 28.     | 1      | 114.   |
| 2011/12   | 646    | 11.    | 481     | 11.     | 11     | 83.    |
| 2012/13   | 460    | 14.    | 368     | 9.      | 14     | 81.    |
| 2013/14   | 46     | 94.    | 46      | 56.     | –      | –      |

## Politisches Engagement
Im Dezember 2009 wurde Angerer als Testimonial für die Initiative Neue Soziale Marktwirtschaft aktiv. Er engagierte sich im Rahmen einer PR-Kampagne für die Aussage „Soziale Marktwirtschaft macht’s besser... weil sie der Antrieb ist, der Spitzenleistungen ermöglicht.“ Anfang März 2022 gehörte er zu den Gründungsmitgliedern des Vereins Athletes for Ukraine.

## Auszeichnungen
- Träger des Silbernen Lorbeerblatts[9]
- Wahl zum Winterstar 2007 und 2009 in der Kategorie Bester männlicher Sportler von den Zuschauern des Bayerischen Rundfunks und den Lesern der Bildzeitung
- Wahl zum nordischen Skikönig des Jahres für die Saison 2006/07 durch internationale Sportjournalisten im Forum Nordicum[10]
- Bayerischer Verdienstorden 2019